# Universidad de las Indias Occidentales
La Universidad de las Indias Occidentales (también traducida como Universidad de las Antillas (en inglés, University of the West Indies) es una institución educativa financiada por 15 gobiernos del Caribe: Anguila, Antigua y Barbuda, Bahamas, Barbados, Belice, las Islas Vírgenes Británicas, las Islas Caimán, Dominica, Granada, Jamaica, Montserrat, San Cristóbal y Nieves, Santa Lucía, San Vicente y las Granadinas y Trinidad y Tobago.

## Historia
La institución se fundó en 1948, en lo que ahora es su Campus Mona, en la isla de Jamaica. Posteriormente, el antiguo Colegio Imperial de Agricultura Tropical, en Trinidad y Tobago, se convirtió en su Campus San Agustín (1960), y tres años después se anexó el Campus Cave Hill, en Barbados. Además, la universidad cuenta con instalaciones educativas en todos los países que la patrocinan.

## Egresados
Entre sus egresados más reconocidos se encuentran: Derek Walcott, Premio Nobel de Literatura 1992; Anthony Carmona, presidente de Trinidad y Tobago; Kenneth Anthony, primer ministro de Santa Lucía, Pearlette Louisy, gobernadora General de Santa Lucía y Wendy Fitzwilliam, Miss Universo 1998 originaria de Trinidad y Tobago; Carissa Etienne Directora Regional de la OMS para las Américas.
- Anguila
- Antigua y Barbuda
- Bahamas
- Barbados
- Belice
- Islas Vírgenes Británicas
- Dominica
- Granada
- Jamaica
- Islas Caimán
- Montserrat
- San Cristóbal y Nieves
- Santa Lucía
- San Vicente y las Granadinas
- Trinidad y Tobago
- Islas Turcas y Caicos